# Gura Văii (gmina)
Gura Văii – gmina w Rumunii, w okręgu Bacău. Obejmuje miejscowości Capăta, Dumbrava, Gura Văii, Motocești, Păltinata i Temelia. W 2011 roku liczyła 4711 mieszkańców.